# Discografia dei Simple Plan
La discografia dei Simple Plan, gruppo musicale canadese in attività dal 1999, conta 6 album in studio, 2 album dal vivo, 4 EP e 28 singoli.
Il loro album di debutto No Pads, No Helmets... Just Balls, del 2002, e il suo seguito Still Not Getting Any..., del 2004, hanno riscosso un buon successo commerciale specialmente in Nord America e Giappone. Da quest'ultimo vengono estratti singoli di discreto successo internazionale quali Welcome to My Life, Shut Up! e Untitled (How Could This Happen to Me?).
Nel 2008 viene pubblicato l'omonimo Simple Plan, che ottiene migliori piazzamenti dei precedenti lavori in molte classifiche. Get Your Heart On!, album del 2011, raggiunge anch'esso buone posizioni in classifica ma non vende come i precedenti, nonostante il successo internazionale del singolo Summer Paradise. Nel 2016 esce il quinto album in studio del gruppo, Taking One for the Team.

## Album

### Album in studio
| Anno | Titolo | Classifiche | Classifiche | Classifiche | Classifiche | Classifiche | Classifiche | Classifiche | Classifiche | Classifiche | Classifiche | Classifiche | Classifiche | Certificazioni                                                                                       |
| Anno | Titolo | CAN         | AUS         | AUT         | DEU         | FRA         | JPN         | NLD         | NZL         | SWE         | SWI         | UK          | USA         | Certificazioni                                                                                       |
| ---- | --- | ----------- | ----------- | ----------- | ----------- | ----------- | ----------- | ----------- | ----------- | ----------- | ----------- | ----------- | ----------- | --- |
| 2002 | No Pads, No Helmets... Just Balls - Pubblicato: 19 marzo 2002 - Etichetta: Atlantic Records, Lava Records - Formato: CD, CD+DVD, download digitale | 8           | 29          | —           | —           | —           | 20          | —           | 5           | —           | —           | 179         | 35          | - CAN: Platino (2) - AUS: Platino - JPN: Platino (2) - USA: Platino (2)                              |
| 2004 | Still Not Getting Any... - Pubblicato: 26 ottobre 2004 - Etichetta: Atlantic Records, Lava Records - Formato: CD, CD+DVD, download digitale        | 2           | 6           | 5           | 16          | 12          | 10          | 32          | 5           | 26          | 22          | 101         | 3           | - CAN: Platino (4) - AUS: Platino (2) - BRA: Oro - FRA: Oro - JPN: Platino - MEX: Oro - USA: Platino |
| 2008 | Simple Plan - Pubblicato: 12 febbraio 2008 - Etichetta: Atlantic Records, Lava Records - Formato: CD, CD+DVD, LP, download digitale                | 2           | 6           | 9           | 10          | 16          | 9           | 43          | 12          | 7           | 7           | 31          | 14          | - CAN: Platino - BRA: Platino - MEX: Oro                                                             |
| 2011 | Get Your Heart On! - Pubblicato: 21 giugno 2011 - Etichetta: Atlantic Records - Formato: CD, download digitale                                     | 2           | 13          | 22          | 10          | 10          | 15          | 36          | —           | 50          | 7           | 71          | 52          | - CAN: Oro                                                                                           |
| 2016 | Taking One for the Team - Pubblicato: 19 febbraio 2016 - Etichetta: Atlantic Records - Formato: CD, download digitale                              | 4           | 12          | 18          | 30          | —           | 21          | 59          | —           | —           | 10          | 44          | 94          | - RUS: Oro                                                                                           |
| 2022 | Harder Than It Looks - Pubblicato: 6 maggio 2022 - Etichetta: autopubblicato - Formato: CD, LP, download digitale                                  | —           | —           | —           | —           | —           | —           | —           | —           | —           | —           | —           | —           | |

### Album dal vivo
| Anno | Titolo | Classifiche | Classifiche | Classifiche | Classifiche | Certificazioni        |
| Anno | Titolo | AUS         | JPN         | SWI         | USA         | Certificazioni        |
| ---- | --- | ----------- | ----------- | ----------- | ----------- | --------------------- |
| 2003 | Live in Japan 2002 - Pubblicato: 21 gennaio 2003 - Etichetta: Atlantic Records - Formato: CD                    | —           | 164         | —           | —           |                       |
| 2005 | MTV Hard Rock Live - Pubblicato: 4 ottobre 2005 - Etichetta: Lava Records - Formato: CD, DVD, download digitale | 28          | 59          | 84          | 119         | - CAN: Oro - BRA: Oro |

## Extended play
| Anno | Titolo | Classifiche | Classifiche |
| Anno | Titolo | AUS         | JPN         |
| ---- | --- | ----------- | ----------- |
| 2004 | Live in Anaheim - Pubblicato: 21 febbraio 2004 - Etichetta: Atlantic Records - Formato: CD                                           | —           | —           |
| 2008 | iTunes Live from Montréal - Pubblicato: 6 febbraio 2008 - Etichetta: Atlantic Records - Formato: Download digitale                   | —           | —           |
| 2012 | Summer Paradise - Pubblicato: 19 agosto 2012 - Etichetta: Atlantic Records - Formato: CD                                             | —           | —           |
| 2013 | Get Your Heart On - The Second Coming! - Pubblicato: 29 novembre 2013 - Etichetta: Atlantic Records - Formato: CD, download digitale | 53          | 62          |

## Singoli
| Anno | Singolo                                                   | Classifiche | Classifiche | Classifiche | Classifiche | Classifiche | Classifiche | Classifiche | Classifiche | Classifiche | Classifiche | Certificazioni                                                                                           | Album di provenienza              |
| Anno | Singolo                                                   | CAN         | AUS         | FRA         | GER         | NLD         | NZL         | SWE         | UK          | USA         | USA Pop     | Certificazioni                                                                                           | Album di provenienza              |
| ---- | --------------------------------------------------------- | ----------- | ----------- | ----------- | ----------- | ----------- | ----------- | ----------- | ----------- | ----------- | ----------- | --- | --------------------------------- |
| 2002 | I'm Just a Kid                                            | 64          | —           | —           | —           | —           | —           | —           | —           | —           | —           | | No Pads, No Helmets... Just Balls |
| 2002 | I'd Do Anything (feat. Mark Hoppus)                       | —           | —           | —           | —           | —           | —           | —           | 78          | 51          | 16          | | No Pads, No Helmets... Just Balls |
| 2003 | Addicted                                                  | —           | 10          | —           | —           | —           | —           | —           | 63          | 45          | 11          | - AUS: Oro                                                                                               | No Pads, No Helmets... Just Balls |
| 2003 | Perfect                                                   | 5           | 6           | —           | —           | —           | 14          | —           | —           | 24          | 5           | - AUS: Platino                                                                                           | No Pads, No Helmets... Just Balls |
| 2004 | Don't Wanna Think About You                               | —           | —           | —           | —           | —           | —           | —           | —           | —           | 37          | | Scooby-Doo 2 Soundtrack           |
| 2004 | Welcome to My Life                                        | 1           | 7           | 12          | 70          | 39          | 5           | 33          | 49          | 40          | 10          | - AUS: Platino - USA: Oro                                                                                | Still Not Getting Any...          |
| 2005 | Shut Up!                                                  | 12          | 14          | —           | 25          | 35          | 11          | 3           | 44          | 99          | 53          | - AUS: Oro                                                                                               | Still Not Getting Any...          |
| 2005 | Untitled (How Could This Happen to Me?)                   | 3           | 9           | —           | —           | 51          | 20          | 3           | 183         | 49          | 16          | - CAN: Oro - AUS: Oro - SWE: Oro                                                                         | Still Not Getting Any...          |
| 2005 | Crazy                                                     | 4           | 32          | 38          | —           | —           | —           | 39          | 105         | —           | —           | | Still Not Getting Any...          |
| 2007 | When I'm Gone                                             | 11          | 14          | —           | 42          | 78          | —           | 23          | 26          | —           | 93          | | Simple Plan                       |
| 2008 | Your Love Is a Lie                                        | 16          | 33          | —           | 37          | 88          | —           | —           | 63          | 108         | 30          | | Simple Plan                       |
| 2008 | Save You                                                  | 18          | 92          | —           | —           | —           | —           | —           | —           | —           | —           | | Simple Plan                       |
| 2011 | Can't Keep My Hands off You (feat. Rivers Cuomo)          | 70          | 45          | —           | —           | —           | —           | —           | —           | —           | —           | | Get Your Heart On!                |
| 2011 | Jet Lag (feat. Natasha Bedingfield)                       | 11          | 8           | 11          | —           | 81          | —           | —           | —           | —           | —           | - AUS: Platino (2) - CAN: Platino                                                                        | Get Your Heart On!                |
| 2011 | Summer Paradise (feat. K'naan o Sean Paul)                | 8           | 4           | 21          | 9           | 7           | 27          | 4           | 12          | —           | —           | - AUS: Platino (2) - AUT: Oro - CAN: Platino (2) - DNK: Platino - DEU: Oro - ITA: Platino - SWI: Platino | Get Your Heart On!                |
| 2015 | Saturday                                                  | —           | —           | —           | —           | —           | —           | —           | —           | —           | —           | | /                                 |
| 2015 | Boom!                                                     | —           | —           | —           | —           | —           | —           | —           | —           | —           | —           | | Taking One for the Team           |
| 2015 | I Don't Wanna Be Sad                                      | —           | —           | —           | —           | —           | —           | —           | —           | —           | —           | | Taking One for the Team           |
| 2015 | I Don't Wanna Go to Bed (feat. Nelly)                     | 54          | —           | —           | —           | —           | —           | —           | —           | —           | —           | - CAN: Oro                                                                                               | Taking One for the Team           |
| 2016 | Opinion Overload                                          | —           | —           | —           | —           | —           | —           | —           | —           | —           | —           | | Taking One for the Team           |
| 2016 | Singing in the Rain                                       | —           | —           | —           | —           | —           | —           | —           | —           | —           | —           | | Taking One for the Team           |
| 2016 | Perfectly Perfect                                         | —           | —           | —           | —           | —           | —           | —           | —           | —           | —           | | Taking One for the Team           |
| 2016 | Christmas Every Day                                       | —           | —           | —           | —           | —           | —           | —           | —           | —           | —           | | /                                 |
| 2020 | Where I Belong (con gli State Champs, feat. We the Kings) | —           | —           | —           | —           | —           | —           | —           | —           | —           | —           | | /                                 |
| 2021 | The Antidote                                              | —           | —           | —           | —           | —           | —           | —           | —           | —           | —           | | Harder Than It Looks              |
| 2022 | Ruin My Life (feat. Deryck Whibley)                       | —           | —           | —           | —           | —           | —           | —           | —           | —           | —           | | Harder Than It Looks              |
| 2022 | Congratulations                                           | —           | —           | —           | —           | —           | —           | —           | —           | —           | —           | | Harder Than It Looks              |
| 2022 | Wake Me Up (When This Nightmare's Over)                   | —           | —           | —           | —           | —           | —           | —           | —           | —           | —           | | Harder Than It Looks              |

## Altri brani classificati
| Anno | Titolo     | Classifiche | Album di provenienza |
| Anno | Titolo     | CAN         | Album di provenienza |
| ---- | ---------- | ----------- | -------------------- |
| 2008 | No Love    | 77          | Simple Plan          |
| 2008 | Generation | 90          | Simple Plan          |

## Videografia

### Album video
| Anno | Titolo                | Certificazioni                      |
| ---- | --------------------- | ----------------------------------- |
| 2003 | A Big Package for You | - CAN: Platino - AUS: Oro - US: Oro |
| 2005 | MTV Hard Rock Live    | - CAN: Oro - BRA: Oro               |

### Video musicali
| Anno | Titolo                                           | Regista                     |
| ---- | ------------------------------------------------ | --------------------------- |
| 2002 | I'm Just a Kid                                   | Smith N' Borin              |
| 2002 | I'd Do Anything (feat. Mark Hoppus)              | Smith N' Borin              |
| 2003 | Addicted                                         | Smith N' Borin              |
| 2003 | Perfect                                          | Liz Friedlander             |
| 2004 | Don't Wanna Think About You                      | Smith N' Borin              |
| 2004 | Welcome to My Life                               | Philip G. Atwell            |
| 2005 | Shut Up!                                         | Eric White e Simple Plan    |
| 2005 | Untitled (How Could This Happen to Me?)          | Marc Klasfeld e Simple Plan |
| 2005 | Crazy                                            | Marc Klasfeld               |
| 2006 | Perfect World                                    | Simple Plan                 |
| 2007 | When I'm Gone                                    | Frank Borin                 |
| 2008 | Your Love Is a Lie                               | Wayne Isham                 |
| 2008 | Save You                                         | RT!                         |
| 2009 | I Can Wait Forever                               | Animax                      |
| 2011 | Can't Keep My Hands Off You (feat. Rivers Cuomo) | Frank Borin                 |
| 2011 | Jet Lag (feat. Natasha Bedingfield)              | Frank Borin                 |
| 2011 | Jet Lag (feat. Marie-Mai)                        | Frank Borin                 |
| 2011 | Astronaut                                        | Mark Staubach               |
| 2011 | Summer Paradise (Australia) (feat. K'naan)       | Mark Staubach               |
| 2011 | Jet Lag (feat. Kelly Cha)                        | Frank Borin                 |
| 2011 | Jet Lag (feat. KOTAK)                            | Frank Borin                 |
| 2011 | Loser of the Year                                | Peter John                  |
| 2012 | Summer Paradise (feat. Sean Paul)                | Mark Staubach               |
| 2012 | This Song Saved My Life (MTV Exit)               | Ash Bolland                 |
| 2013 | This Song Saved My Life                          | David F. Mewa               |
| 2013 | Summer Paradise (feat. Taka)                     | Mark Staubach e RT!         |
| 2013 | Summer Paradise (feat. MKTO)                     | Warner Music Japan          |
| 2013 | The Rest of Us                                   | Simple Plan                 |
| 2015 | Boom!                                            | Chady Awad                  |
| 2015 | I Don't Wanna Go to Bed (feat. Nelly)            | Mark Staubach               |
| 2016 | Opinion Overload                                 | Mark Staubach               |
| 2016 | Singing in the Rain                              | Mark Staubach               |
| 2016 | Perfectly Perfect                                | Mark Staubach               |
| 2020 | Where I Belong                                   | Chady Awad                  |
| 2021 | The Antidote                                     | Jensen Noen                 |
| 2022 | Ruin My Life                                     | Jensen Noen                 |